# Karl Eliasson
Karl Elis Eliasson, född 8 december 1888 i Uppsala, död 10 augusti 1934 i Stockholm, var en svensk industriman.
Karl Eliasson var son till handelsmannen Nils Johan Eliasson som härstammade från Pjätteryds socken. Han var elev vid Uppsala högre allmänna läroverk 1899-1905 och därefter kontorist hos Ivan Öhlins grosshandelsfirma för ylletyger P. A. Collijn i Stockholm, från 1912 som Ivan Öhlins närmaste man. 1915 blev han VD i dotterbolaget AB Gunnar Collin som sysslade med herrkonfektion. Eliasson gjorde studieresor i USA 1916 varefter han införde löpandebandprincipen inom företagets fabriker och kunde därigenom drastiskt minska tillverkningskostnaderna. Med utgångspunkt från dessa metoder lanserades 1924 standardiserade kostymer i olika prisklasser, kända som Collijns Ettan, Tvåan, Trean och så vidare. Då Ivan Öhlin 1929 avled inträdde Eliasson i ledningen för firman, och då den 1930 ombildades till aktiebolag blev VD för företaget och koncernchef för Öbergkoncernen som förutom AB Gunnar Collijn omfattade Säters väfveri AB och AB Elis Fischer som tillverkade damkappor samt Wästerås ullspinneri & färgeri AB. Eliasson var även ledamot av styrelsen för Sveriges konfektionsindustriförbund 1920-1934, 1922-1934 som vice ordförande, en av dess fullmäktige i Svenska Arbetsgivareföreningen som suppleant 1922-1932 och ordinarie 1932-1934. Han var även ordförande i Sveriges kontoristförening 1920-1924, ledamot av styrelsen för Stockholms köpmannaförening 1926-1933 och fullmäktig i Stockholms handelskammare 1931-1934.